# Biblioteka Nowej Myśli
Biblioteka Nowej Myśli „Wodnik” – seria książkowa wydawnictwa Zysk i S-ka, zwana też serią z wodnikiem (od charakterystycznego emblematu).

## Tomy wydane
Książki Ericha Fromma:
- Anatomia ludzkiej destrukcyjności (1998, 1999, 2002, 2005, 2007, 2008)
- Buddyzm zen i psychoanaliza (1995, 2006)
- Kryzys psychoanalizy. Szkice o Freudzie, Marksie i psychologii społecznej (2000)
- Mieć czy być? (1995, 1997, 2000, 2003, 2005, 2007, 2008, 2009)
- Miłość, płeć i matriarchat (1997, 1999, 2002)
- O sztuce miłości (2000, 2001, 2003, 2004, 2005, 2006, 2007, 2008)
- Psychoanaliza a religia (2000)
- Rewolucja nadziei. Ku uczłowieczonej technologii (1996, 2000)
- Zerwać okowy iluzji. Moje spotkanie z myślą Marksa i Freuda (2000)

Książki Carlosa Castanedy:
- Aktywna strona nieskończoności  (2000)
- Dar orła (1997)
- Drugi krąg mocy (1997, 2003)
- Magiczne kroki: praktyczna wiedza szamanów starożytnego Meksyku (1999)
- Nauki don Juana: wiedza Indian z plemienia Yaqui (2000)
- Odrębna rzeczywistość: rozmów z don Juanem ciąg dalszy (1996, 1998, 2003)
- Opowieści o mocy (1992, 1996, 2001)
- Podróż do Ixtlan: nauki don Juana (1996, 1999)
- Potęga milczenia: edukacji u don Juana ciąg dalszy (1997, 2003)
- Sztuka śnienia (1998, 2003)
- Wewnętrzny ogień (1997)

Pozostali autorzy:
- Izmael, Daniel Quinn (1998)
- Kobiecy eunuch, Germaine Greer (2001)
- Mewa, Richard Bach (2003)
- Mężczyzna, który pomylił swoją żonę z kapeluszem, Oliver Sachs (1994)
- Nasz wewnętrzny bohater czyli Sześć archetypów według których żyjemy, Carol S. Pearson (1995)
- Opatrzność: opowieść o półwieczu dochodzenia sensu pewnego objawienia, Daniel Quinn (1998)
- Outsider, Colin Wilson (1992)
- Przebudzenie, Anthony de Mello (1992, 1993, 1995)
- Siedlisko duszy, Gary Zukav (1997)
- Szkoła menedżerów Kubusia Puchatka, w której Bardzo Ważny Miś i jego przyjaciele poznają pewną Bardzo Ważną Dziedzinę, Roger E. Allen (1995)
- Świat jasnowidzących Lawrence Le Shan (1992, 1994)
- Tańczący mistrzowie Wu Li: spojrzenie na nową fizykę Gary Zukav (1995)
- Tao fizyki: w poszukiwaniu podobieństw między fizyką współczesną a mistycyzmem Wschodu, Fritjof Capra (2001)
- Tao Kubusia Puchatka, Benjamin Hoff (1992, 1993)
- TechGnoza: mit, magia + mistycyzm w wieku informacji, Erik Davis (2002)
- Te Prosiaczka, Benjamin Hoff (1993)
- Wprowadzenie do buddyzmu zen, Daisetz Teitaro Suzuki; przedm. Carl Gustav Jung (1998, 2004)
- Zen i sztuka obsługi motocykla: rozprawa o wartościach, Robert M. Pirsie (1994, 2005)